# Medaglia commemorativa delle missioni dell'Unione Europea
La medaglia commemorativa delle missioni dell'Unione Europea (anche nota come medaglia di servizio della politica di sicurezza e di difesa comune dell'Unione Europea o in inglese Common Security and Defence Policy Service Medal) è una medaglia concessa dall'Unione europea a partire dal 2004 nell'ambito delle sue missioni civili e militari, suddivisa in 3 classi che conta attualmente circa 30 fascette autorizzate.

## La medaglia
La medaglia è un pezzo di metallo di metallo argentato di 36 mm di diametro, tutte le versioni presentano sul fronte 12 stelle a 5 punte rappresentanti l'Unione mentre sul recto la dicitura in latino Pro Pace Unum ovvero "Uniti per la Pace".
Il nastro è di 36 mm con 2 strisce laterali blu e una centrale che varia in base alla concessione (oro per il personale che ha svolto attività operativa e di comando, bianco per chi ha svolto attività di pianificazione e supporto e rosso in caso di concessione per servizio meritorio).

## Fascette autorizzate
Le fascette autorizzate da apporre sulla medaglia e sul nastrino sono le seguenti:
| Missione                     | Attività Operativa | Incarichi di Staff | Servizio Meritorio |
| ---------------------------- | ------------------ | ------------------ | ------------------ |
| Althea                       |                    |                    |                    |
| AMIS                         |                    |                    |                    |
| ARTEMIS                      |                    |                    |                    |
| CONCORDIA                    |                    |                    |                    |
| EUAM Iraq                    |                    |                    |                    |
| EUAM Ukraine                 |                    |                    |                    |
| EUAVSEC South Sudan          |                    |                    |                    |
| EUBAM Rafah                  |                    |                    |                    |
| EUCAP NESTOR                 |                    |                    |                    |
| EUFOR RCA                    |                    |                    |                    |
| EUFOR RD Congo               |                    |                    |                    |
| EUFOR Tchad/RCA              |                    |                    |                    |
| EULEX Kosovo                 |                    |                    |                    |
| EUM Armenia                  |                    |                    |                    |
| EUMAM RCA                    |                    |                    |                    |
| EUMAM Ukraine                |                    |                    |                    |
| EUMM Georgia                 |                    |                    |                    |
| EUNAVFOR Atalanta            |                    |                    |                    |
| EUPM                         |                    |                    |                    |
| EUPOL Afghanistan            |                    |                    |                    |
| EUPOL COPPS                  |                    |                    |                    |
| EUSEC RD Congo               |                    |                    |                    |
| EUTM Mali                    |                    |                    |                    |
| EUTM RCA                     |                    |                    |                    |
| EUTM Somalia                 |                    |                    |                    |
| Irini                        |                    |                    |                    |
| Operazioni dell'EU in Kosovo |                    |                    |                    |
| EUPOL PROXIMA                |                    |                    |                    |
| Sophia                       |                    |                    |                    |